# Велеццо-Ломелліна
Велеццо-Ломелліна (італ. Velezzo Lomellina) — муніципалітет в Італії, у регіоні Ломбардія,  провінція Павія.
Велеццо-Ломелліна розташоване на відстані близько 480 км на північний захід від Рима, 50 км на південний захід від Мілана, 33 км на захід від Павії.
Населення — 100 осіб (2014).

## Демографія
Населення за роками:

Станом на 1 січня 2023 року в муніципалітеті офіційно проживали 2 іноземці з 2 країн, серед них 1 громадянин країн Євросоюзу та 1 громадянин України.

## Сусідні муніципалітети
- Черньяго
- Ломелло
- Олевано-ді-Ломелліна
- Сан-Джорджо-ді-Ломелліна
- Сем'яна
- Валле-Ломелліна
- Цеме